# بخش دیرفیلد (شهرستان مورگان، اوهایو)
بخش دیرفیلد (به انگلیسی: Deerfield Township) یک منطقهٔ مسکونی در ایالات متحده آمریکا است که در شهرستان مورگان، اوهایو واقع شده‌است. بخش دیرفیلد ۸۵٫۵ کیلومتر مربع مساحت و ۸۰۲ نفر جمعیت دارد و ۳۰۵ متر بالاتر از سطح دریا واقع شده‌است.